# زوان مسكر

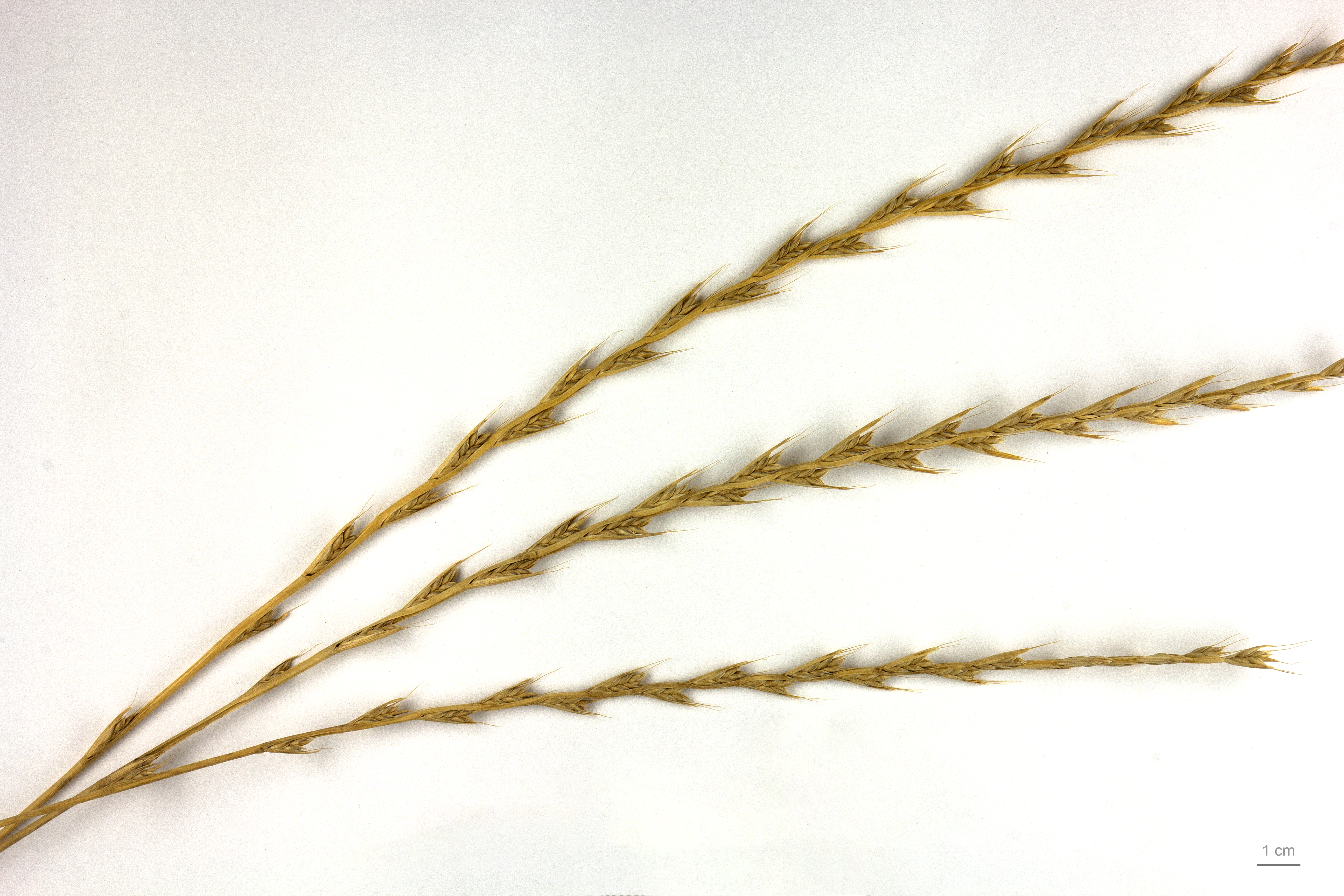
Lolium temulentum

الزُّوَان المُسْكِر أو دَنْقَة أو زوان أو خرطان أو شيلم أو شالم أو شولم أو جليف أو براقة أو غلاب أو كتيب أو بشت أو بهمى (باللاتينية: Lolium temulentum) نوع نباتي يتبع جنس الزوان من الفصيلة النجيلية.

## الوصف النباتي
الزوان هو نبات عشبي حولي، وهو نوع من نبات أحادي الفلقة ينتمي إلى الفصيلة النجيلية. تتميز نبتة الزوان بغصن طويل، ولها عدة رؤوس ينمو كل رأس فوق الآخر، ولها قشرة خارجية ذات حسكات في أطرافها، تشبه القمح إلى حد كبير وتنتشر كعشبة.

## توزيع النباتات
انتشر النبات من الشرق الأوسط في جميع أنحاء أوروبا عن طريق زراعة الحبوب وخاصّة منها القمح، لأنّ هذا النبات يتبع دورة بيولوجية متشابهة جدا مع القمح وينضج في نفس الوقت، وحجمه يشبه حبّة القمح. وهكذا  انتشر الزوان في كلّ العالم. استمر انتشار الزوان بهذه الطريقة   إلى حين ظهور الآلات الحديثة التي  أتاحت فرز الحبوب وفصل بذور الزوان عن بقية الحبوب لتسويقها. ولكن توزيع الزوان في العالم انخفض بشكل كبير بسبب استخدام مبيدات الأعشاب والأسمدة التي تقوّي نموّ الحبوب بصفة عامة مقارنةً بالزوان.

## التسمم والكمية المصرح بها في المنتوجات الغذائية البشرية أو الحيوانية
كان من الشائع أن يصاب الزوان بفطر داخلي من جنس Neotyphodium. تصبح الحبوب المصابة بالفطر Neotyphodium coenophialum سامة: لأن الفطر ينتج قلويدات (مثل التيمولين) ذات خصائص مخدرة.،
وفي الماضي، حدثت حالات تسمم بين  البشر عندما كان دقيق القمح، أو الشيلم (الجاودار) ملوثًا بالزوان. ويمكن أن يحدث التسمّم أيضًا عن طريق الحيوانات التي ترعى  في المراعي التي تحتوي على زوان أو تتغذى من علف فيه زوان مسموم. والأعراض اليّ تخلّفها هذه السموم هي فقدان التوازن واضطراب في البصر وفي بعض الأحيان تؤدّي إلى الموت. ولهذا يسمّى بزوان مُسْكِرُ في اللغة العربيّة. والاسم العلمي لهذا النبات فيه صفة  temulentum وهي كلمة لاتينية تعني سكران.

## استخدامها في الطب الشعبي
بسبب خطر التسمم، وضعت العديد من البلدان حدّا أقصى مسموح به لكمية الزوان التي يمكن أن تتوفر في المواد الغذائية (سواء للإنسان أو الحيوان). ويجب الانتباه إلى عدم الخلط بين الزوان (lolium temulentum)  والخرفار كناري  (Phalaris canariensis) وهو نوع من النبات صالح للأكل، وينتمي   إلى  فصيلة النجيلية وتسمى غالبًا بالزوان في العديد من اللّهجات العربية.،
ورغم ذلك كان الزوان  يستخدم في الطب الأوروبي الشعبي كمادة طبية لأمراض الجلد والقروح.
ويستعمل دقيق الزوان  لعلاج الأمراض الجلدية في أغلب الأحيان مثل وقف الغنغرينا والقروح المتعفّنة، ويستعمل مع الملح وجذور الفجل لتطهير الجلد من داء الجذام، والقوباء الحلقية، وبإضافة قليل من الخل والكبريت يمكن أن تذوب العقد والأورام. ويمكن أخذ مستخلص منه ومزجه  بالعسل لغسل الأعضاء المصابة بعرق النسا، ويمكن استعمال دقيق الزوان معجونًا لسحب الشظايا.

## الثقافة
أصبح الزوان معروفاً في الثقافة العالمية ونجده تحت عنوان «الحنطة والزوان» وتعود هذه التسمية إلى مثل السيد المسيح في الإنجيل كما سجله الحواري متّى:
ومَثَلُ أمرِالمَملَكةِ المَوعودةِ كمَثَلِ ما جَرَى مَعَ صاحبِ حَقلٍ زَرَعَهُ بالبُذورِ الطَّيّبة. فأقبَلَ غَريمٌ لهُ في اللّيلِ والنّاسُ نِيامٌ، ودَسَّ لهُ في الأرضِ بُذورَ الزَّؤانِ الضّارّةَ للزَرعِ بَينَ بُذورِ القَمحِ ومَضَى. وعِندَما نَبَتَ القَمَحُ وبَرعَمتْ سَنابِلُهُ، ظَهَرَ نَبتُ الزَّؤان أيضًا. فجاءَ العامِلونَ إلى صاحِبِ الحَقَلِ وأخبَروهُ قائلينَ: «بَذَرتَ أيُّها السّيِّدُ بُذورًا جيّدةً لكنْ نَبَتَ بَينَها الزَّؤانُ فمِن أينَ جاءَ؟» فأجابَهُم: «إنّما هي فِعلةٌ مِن غَريمي». فسألَهُ العامِلونَ: «وهل تَرغُبُ في أن نَجمَعَهُ لكَ الآنَ؟» أجابَهُم: «لا، لئلاّ تَقلَعوا القَمحَ وأنتُم تَجمَعونَ الزّؤانَ. تَمَهّلوا، ودَعُوا جَميعَ البُذورِ تَنمو إلى حِينِ مَوعدِ الحَصادِ، حينَئذٍ سأطلُبُ مِن الحَصّادينَ أن يَجمَعوا الزَّؤانَ أوّلاً ويُحَزمَ ليُحرَقَ، أمّا القَمحُ فسيُجمَعُ في المَخازنِ».
ـ الإنجيل المجيد، متى 13: 24 ـ 30
وفي القديم كان القانون الروماني (ديجيستا وهي خلاصة وافية من الكتابات القانونية الرومانية تم جمعها بأمر من الإمبراطورالروماني جستنيان الأول) يحظر زرع الزوان بين قمح العدو. والقصة التي عرضها هذا المثل في الكتاب المقدّس تدلّ على أن هذا الفعل  كان متداولا ومعروفا بين الناس في حياتهم اليومية. وتستخدم العديد من الترجمات في الكتاب المقدّس كلمة «الأعشاب» بدلاً من كلمة «الزوان».

وإذا واصلنا قراءة المثل نرى في جزئه الثاني تفسيرا له وتوضيحا للمعنى الرمزي للزوان:
فلَحِقَ بِهِ  {المسيح} أتباعُهُ مُستَفسِرينَ: "وَضِّحْ لنا يا سَيِّدَنا ما قَصَدتَ بالزَّؤانِ في الحَقلِ". فأجابَهُم بقَولِهِ: "إنّ صاحِبَ البُذورِ الجَيّدةِ هو سَيّدُ البَشَرِ، والحَقلُ هو العالَم، والبِذارُ هم البَشَرُ مِن أهلِ المَملكةِ الرَّبّانيّةِ، أمّا الزَّؤانُ فيَرمُزُ إلى أولياءِ الشَّيطان.  وأمّا الغَريمُ الّذي دَسَّ الزَّؤانَ فهو إبليسُ، وأوانُ الحَصادِ هو قيامُ السّاعةِ. والحَصّادونَ هُم المَلائكةُ. وكما يَجمَعُ الزَّرّاعُ الزَّؤانَ ليُحرِقَهُ في أوانِ الحَصادِ، فكذلِكَ يَحدُثُ عِندَ قيامِ السّاعةِ، 41يُرسِلُ سَيِّدُ البَشَرِ الملائكةَ ليَنزِعوا مِن مَملَكةِ اللهِ كُلَّ المُفسِدينَ والأشرار، ويُلقُونَهُم في النّارِ حَيثُ النَّحيبُ وصَريرُ الأسنانِ ألمًا وحَسرةً.  وأمّا الصّالحونَ فيُضيئونَ كالشَّمسِ في مَملَكةِ اللهِ أبيهِم الرَّحمنِ. فتَنَبَّهوا أيُّها السّامِعونَ لَعَلَّكُم تَعقِلونَ.
ـ الإنجيل المجيد، متى 13: 36 ـ 43
وإجمالا فإنّ  الزوان رمز للأشرار بين عيال الله (متى 13: 24-30). وهو «بنو الشرير» والعدو الذي زرعه «إبليس» (متى 13: 36-43).

ونجد أيضًا في سفر النبي أيوب كلمة زوان (ويسمى باللغة العبرية بوشاه בָאְשָׁה) كمثال على سوء الحظ في هذه الدنيا. وفي هذا المقطع من النص، ظلّ النبي أيوب مصمّما على براءته بينما كان ينتظر بصبر إجابة من الله حتّى يعرف سبب ما حلّ عليه من ابتلاءات.
لَوْ كَانَتْ أَرْضِيَ احْتَجَّتْ عَلَيَّ،
وَبَكَتْ صُفُوفُ زَرْعِهَا بِالدُّمُوعِ ضِدِّي،
لِأَنِّي أَكَلْتُ غَلَّتَهَا مِنْ غَيْرِ أَنْ أَدْفَعَ الثَّمَنَ،
أَوْ لِأَنِّي أَسَأْتُ إِلَى عُمَّالِهَا،
فَجَزَاءُ هَذَا هُوَ أَنْ يَطْلَعَ شَوْكٌ بَدَلَ الْقَمْحِ،
وَزَوَانٌ بَدَلَ الشَّعِيرِ “. تَمَّتْ أَقُوالُ أَيُّوبَ.
ـ الكتاب المقدسي سفر النبي أيوب 38:31ـ40
ويوازي الزوان في المعنى كلمة الشوك وله نفس الرمز سواء في حقول الشعيرأوفي حقول الحنطة.

## مرادفات للاسم العلمي
- (باللاتينية: Festuca temulenta (L.) Columbus & J. P. Sm.)
- (باللاتينية: Lolium arvense With.)
- (باللاتينية: Lolium speciosum M. Bieb.)
- (باللاتينية: Lolium temulentum subsp. arvense (With.) Tzvelev)
- (باللاتينية: Lolium temulentum subsp. gussonei (Parl.) Pignatti)
- (باللاتينية: Lolium temulentum subsp. speciosum (M. Bieb.) Arcang.)